# Shimon Adaf
Shimon Adaf (hebräisch שמעון אדף; * 1972 in Sderot) ist ein israelischer Schriftsteller.
Shimon Adaf wurde 1972 in Sderot, Israel, als Sohn marokkanischstämmiger Eltern geboren. Während seines Wehrdienstes begann er, seine Dichtungen zu veröffentlichen. Später zog er nach Tel Aviv und wurde dort Mitglied einer Rockband als Liedtexter und Gitarrist. Adaf war auch Gründungsmitglied eines Literaturclubs, dessen Ziel es ist, eine neue dichterische Schnittstelle zwischen klassischem und modernem Hebräisch zu finden. 1996 brachte seine Band ihr erstes Album heraus und im selben Jahr erhielt er einen Preis des israelischen Erziehungsministeriums. Von 1996 bis 2000 studierte er an der Universität von Tel Aviv. Gleichzeitig verfasste er Artikel über Literatur, Filme und Rockmusik für führende Zeitschriften und führte seine musikalischen Aktivitäten weiter. 
Im Jahr 2013 wurde sein Roman Mox Nox mit dem Sapir-Preis, dem angesehensten Literaturpreis Israels, ausgezeichnet. Adaf erhielt außerdem den Preis des Premierministers (2007), den Yehuda-Amichai-Preis für Poesie (2010) und den Neuman-Preis (2017).

## Werke (Auswahl)
Shimon Adaf veröffentlichte drei Gedichtbände und zehn Romane:
Gedichtbände
- Ikarus' Monolog (1997)
- Ich dachte, der Schatten sei der wirkliche Körper (2002)
- Aviva - Nein (2009)
- Jan Kühne, Hans Thill (Hrsg.): Das Gute in den Dingen. Gedichte aus Israel. Das Wunderhorn, Heidelberg 2022, ISBN 978-3-88423-667-3 (Anthologie enthält zwölf Gedichte von Shimon Adaf in Übersetzungen von Mirko Bonné, Yevgeniy Breyger, Mara-Daria Cojocaru, Maren Kames, Steffen Popp und Anja Utler).

Romane
- Eine Meile und zwei Tage vor Sonnenuntergang (2004)
- Das begrabene Herz (2006)
- Sonnen-verbranntes Gesicht (2008)
- Frost (2010)
- Mox Nox (2011)
- Untere Städte (2012)
- Die Beschwerde eines Detektivs (2015)
- Tolle Lege (2017)